# Georges-Marc Benamou
Pour les articles homonymes, voir Benamou.
Georges-Marc Benamou, né le 30 mars 1957 à Saïda (Algérie), est un producteur de cinéma et un journaliste français.
Journaliste initialement proche de la gauche, il publie Le Dernier Mitterrand tiré de ses conversations avec le président de la République à l'époque de l'écriture des Mémoires interrompus. Il a ensuite été conseiller à la culture et l'audiovisuel à l'Élysée auprès de Nicolas Sarkozy du 16 mai 2007 au 19 mars 2008.

## Biographie

### Débuts journalistiques
Issu d'une famille juive d'Algérie française, installée à Nice après les accords d'Évian, il obtient une maîtrise de droit et un certificat d'aptitude à la profession d'avocat, et commence sa carrière de journaliste à La Provence.
Il s'installe à Paris et écrit dans les colonnes du Quotidien de Paris (Groupe Quotidien), dirigé par Philippe Tesson à partir de 1980. Il devient ensuite grand reporter au magazine Les Nouvelles Littéraires, puis dans le groupe Hachette Filipacchi de 1983 à 1985.
En 1984, il partage les idées de l'association de lutte contre les discriminations raciales SOS Racisme. Il a ensuite un positionnement idéologique différent en 1991, car il est favorable à la guerre du Golfe. Il attaquera à la fin des années 1990 la gauche française comme étant « la plus retardataire du monde », l'appelant à adopter le libéralisme et à s’inspirer du New Labour de Tony Blair.
Le 15 février 1985, il surgit sur le plateau de l'émission Apostrophes de Bernard Pivot, qui vient de se terminer, pour frapper d'un coup de poing l'écrivain Marc-Édouard Nabe à cause de sa prestation qu'il juge raciste. L'épisode fait couler beaucoup d'encre et lance la carrière des deux protagonistes.

### GlobeetGlobe-Hebdo
Aidé par Pierre Bergé, PDG d'Yves Saint Laurent, proche de François Mitterrand et mécène, et de Bernard-Henri Lévy, il fonde, en novembre 1985, le magazine mensuel Globe, un journal de gauche, intellectuel, pro-mitterrandien et antiraciste. Selon ses partisans, il donnait la parole aux intellectuels qui essayaient de percer, à travers les événements, les personnalités et les faits de société nationaux et internationaux, les secrets de l'époque, celle des « Années tournantes », selon le titre de l'ouvrage qui a rassemblé aux éditions du Seuil en 1992 « le meilleur du Mensuel 1985-1992 »[réf. nécessaire].
En 1992, le mensuel s'interrompt quelques mois pour se transformer, en février 1993, en un hebdomadaire de grand format, dont le premier rédacteur en chef est Jacques Bouzerand, qui vient du Point. De nombreux collaborateurs du mensuel participent à l'hebdomadaire, comme Gérard Miller ou Benoît Rayski auxquels se joint une équipe de jeunes journalistes comme Olivier Wicker, Olivier Toscer, Jean-Charles Lajouanie, etc. Globe Hebdo innove dans la forme en utilisant à pleine page l'infographie et la cartographie ; en publiant des textes d'écrivains comme Edgar Morin ou Marguerite Duras, et des cahiers de photographies de photographes comme Marc Riboud et Delgado, des synopsis et des textes de films,. Mais un an et demi après sa création, en juillet 1994, l'hebdomadaire, faute de recettes publicitaires suffisantes, cesse sa publication.

### Dans l'ombre de Mitterrand
Pendant toutes ces années, par l'entremise de Pierre Bergé, Georges-Marc Benamou rencontre souvent le président de la République François Mitterrand qui s'est pris d'affection pour lui.
À la suite des manifestations contre le CIP en 1994, il aide Nicolas Sarkozy, ministre du Budget, puis directeur de campagne d'Édouard Balladur, à rencontrer les responsables de SOS Racisme et les syndicats étudiants. En 1995, il est conseiller à la direction de l'information de France 2, avant d'être nommé par Jean-Luc Lagardère, directeur de la rédaction de l'hebdomadaire L'Événement du jeudi en 1997, qu'il rebaptise L'Événement et quitte en 1999 sur un échec.
En 1997, il publie la chronique des ultimes mois de François Mitterrand, intitulée Le Dernier Mitterrand. Sa description du président lors de son dernier réveillon à Latche, dégustant avec ses proches des ortolans - une espèce protégée - fait scandale, Pierre Bergé dénonçant « un mensonge honteux » car « Mitterrand était si mal qu'il n'a pas pu se mettre à table et les ortolans avaient été servis l'année d'avant », l'auteur n'y voyant qu'« un caprice de la mémoire ». Ce livre le brouille avec les proches de l'ancien président, à l'exception de Jack Lang. En 2005, il coécrit l'adaptation cinématographique de son roman en collaboration avec Gilles Taurand, mise en scène par Robert Guédiguian sous le titre Le Promeneur du Champ-de-Mars.
Dans les années 2000, il est éditorialiste à Nice-Matin, à La Provence et à Europe 1. Il crée également une société de production pour la télévision, Siècle production.

### Aux côtés de Nicolas Sarkozy
Membre de l'équipe de campagne de Nicolas Sarkozy pour l'élection présidentielle de 2007, Georges-Marc Benamou est nommé le 18 mai 2007 conseiller pour la culture et l'audiovisuel auprès du nouveau président. Il interrompt alors sa collaboration avec les médias,. L'autre conseil culturel est Éric Garandeau, qui au moment de son renvoi de l'Élysée reprendra ses dossiers, notamment ceux sur l'audiovisuel public. 
À ce nouveau poste, il fait face à de nombreuses critiques, à la fois craint pour son pouvoir égal, voire supérieur, à celui du ministre de la Culture et de la communication, et détesté pour son aspect jugé par certains opportuniste et courtisan. Intime de Nicolas Sarkozy, il organise pour lui des rencontres avec les intellectuels, et travaille sur les dossiers culturels et audiovisuels, au détriment parfois de Christine Albanel, « locataire » de la rue de Valois, et au prix de plusieurs inimitiés. Parmi les chantiers qu'il met en œuvre on note un sommet de quatorze grands architectes (Jean Nouvel, Christian de Portzamparc, Zaha Hadid) travaillant sur le projet du Grand Paris, la création de l'Hadopi et la mise en place de l'Audiovisuel extérieur de la France.

#### Le départ de l'Élysée et l'affaire de la Villa Médicis
Lors du remaniement de l'équipe présidentielle au lendemain des élections municipales, le 17 mars 2008, il quitte l'Élysée, et est annoncé pour septembre 2008 à la direction de l'Académie de France à Rome, à la Villa Médicis, poste qu'il affirme avoir d'abord refusé. Mais ce projet de nomination du conseiller du Président, face à de nombreux prétendants, suscite des jalousies et des controverses. Une pétition réunissant une trentaine d'artistes ou d'intellectuels, dont certains soutiens de Nicolas Sarkozy lors de la présidentielle de 2007, est publiée dans Le Monde du 22 mars 2008. Il est reproché le manque de compétence de Benamou et le « fait du prince » engagé sans consultation du ministre de la Culture, qui a la tutelle de la Villa Médicis. Candidat favori à ce même poste, Olivier Poivre d'Arvor, directeur de CulturesFrance, avait fait connaître par une lettre ouverte sa déception de ne pas avoir été désigné.
Devant cette multiplication de remarques et de critiques, l'Élysée décide le 27 mars de reporter la décision et de soumettre à un comité spécialisé la question de la nomination du successeur de Richard Peduzzi, alors directeur de la Villa, tandis que le principal intéressé dénonce « une cabale d'intellectuels mondains » à cause de « [s]on soutien à Nicolas Sarkozy ». Au bout de la procédure, Frédéric Mitterrand est nommé en juin 2008 directeur de l'Académie de France à Rome.
Dans sa chronique publiée dans le journal Le Monde du 1er avril 2008, Dominique Dhombres résume à sa façon cette affaire de la Villa Médicis et les raisons de la disgrâce de Georges-Marc Benamou : « Par son incompétence et son arrogance, le conseiller a rendu encore plus compliqué le dossier de la suppression de la publicité dans l'audiovisuel public, dont il avait, à l'Élysée, le pilotage. Il a aussi déplu, et c'est une litote, aux amis artistes, souvent de gauche, de l'épouse du président de la République. Et il a offensé le frère de qui vous savez. Cela fait beaucoup pour un seul homme ».
En octobre 2014, Georges-Marc Benamou publie chez Fayard Comédie française. Choses vues au cœur du pouvoir qui se présente comme le récit de son année passée à l’Élysée comme conseiller du Président de la République française.

### Producteur de cinéma
Georges-Marc Benamou est ensuite gérant de la société Siècle Productions. Il est notamment le coproducteur délégué du film Après la bataille du cinéaste égyptien Yousry Nasrallah, en compétition officielle du festival de Cannes 2012.

## Ouvrages
- Mémoires interrompus (avec François Mitterrand), Paris, Éditions Odile Jacob, 1996  (ISBN 2-7381-0402-9).
- C'était un temps déraisonnable, Paris, Robert Laffont, 1999  (ISBN 2-221-08698-8).
- Jeune homme, vous ne savez pas de quoi vous parlez, Paris, Plon, 2001  (ISBN 2-259-18726-9).
- Un mensonge français : retours sur la guerre d'Algérie, Paris, Robert Laffont, 2003  (ISBN 2-221-09668-1).
- Le Dernier Mitterrand, Paris, Plon, 2005  (ISBN 2-259-20179-2).
- Si la gauche savait (avec Michel Rocard), Paris, Robert Laffont, 2005  (ISBN 2-221-10435-8).
- Le Fantôme de Munich, Paris, Flammarion, 2007  (ISBN 2-08-069001-9).
- Liquider 68 ? (avec Daniel Cohn-Bendit),  Forum Libération de Grenoble, sur CD audio chez Frémeaux & Associés, 2008.
- Les rebelles de l'An 40 - Les premiers Français libres racontent, Paris, Robert Laffont, 2010  (ISBN 978-2-221-11584-8).
- Comédie française. Choses vues au cœur du pouvoir, Paris, Fayard, 2014, 336 p.  (ISBN 978-2-213-67845-0).
- Dites-leur que je ne suis pas le diable, Paris, Plon, 2016  (ISBN 978-2-259-24861-7) - Mitterrand, vingt ans après.
- Le Général a disparu, Paris, Grasset, 2019  (ISBN 978-2-246-81789-5).
- Vaincre la mort, choix personnel, Paris (à paraître) - Mitterrand vingt cinq ans après.

## Audiovisuel

### Producteur
- 1989 : Je me souviens des années 80 (série pour Arte) ;
- 1995 : À propos de Nice (long métrage) ;
- 2003 : L'OAS, une histoire interdite ;
- 2018 : La Traversée, de Daniel Cohn-Bendit et Romain Goupil ;
- 2018 : Brigitte Macron, un roman français de Virginie Linhart ;
- 2018 : Oran, le massacre oublié[20] ;
- 2021 : Les Aventures du jeune Voltaire d'Alain Tasma.
- 2022 : C'était la guerre d'Algérie
- 2024 : La Peste

### Réalisateur
- 2020 : Les vies d'Albert Camus, film documentaire, 98 min, diffusé le 22 janvier 2020 sur France 3 ;
- 2023 : L'Affaire Picasso, film documentaire, diffusé sur France 5[21].

### Scénariste
- 2004 : Le Promeneur du Champ-de-Mars (long-métrage, adaptation et réalisation de Robert Guédiguian) ;
- 2005 : Ils voulaient tuer de Gaulle (télévision, prix du scénario du Fidoc 2006) ;
- 2013 : Alias Caracalla (télévision) (co-scénariste) ;
- 2021 : Les Aventures du jeune Voltaire (télévision) (co-scénariste) ;
- 2023 : La Rebelle : Les Aventures de la jeune George Sand (télévision) (co-scénariste).